# Gracilentus denticulatus
Espèce
Gracilentus denticulatus est une espèce d'araignées aranéomorphes de la famille des Linyphiidae.

## Distribution
Cette espèce est endémique du Yunnan en Chine,. Elle se rencontre dans le xian de Tengchong.

## Description
Le mâle holotype mesure 2,75 mm et la femelle paratype 2,51 mm.

## Systématique et taxinomie
Cette espèce a été décrite par Irfan, Zhang et Peng en 2022.

## Publication originale
- Irfan, Zhang & Peng, 2022 : « Survey of Linyphiidae (Arachnida: Araneae) spiders from Yunnan, China. » Megataxa, vol. 8, no 1, p. 1-292.